# Kevin McCarthy (politiker)
Kevin Owen McCarthy, född 26 januari 1965 i Bakersfield i Kalifornien, är en amerikansk republikansk politiker som var talman i USA:s representanthus mellan den 7 januari och 3 oktober 2023. Han representerade delstaten Kalifornien i representanthuset från 2007 till 2023; mellan 2014 och 2019 dessutom majoritetsledare.
McCarthy studerade 1984–1985 vid Bakersfield College. Han fortsatte sedan studierna vid California State University. Han avlade där kandidatexamen i marknadsföring 1989 och Master of Business Administration-examen 1994. Han var ledamot av underhuset i Kaliforniens lagstiftande församling 2002–2007.
Den dåvarande sittande kongressledamoten Bill Thomas ställde inte upp för omval 2006. McCarthy vann valet och efterträdde Thomas i representanthuset i januari 2007. Den 1 augusti 2014 blev McCarthy det republikanska partiets gruppledare i representanthuset.
Vid mellanårsvalet 2022 ledde han republikanerna till knapp majoritet i representanthuset. Han valdes till talman den 7 januari 2023 efter att ha misslyckats i de första 14 omröstningarna, i vad som i media rapporterades som "historiskt" och "förnedrande". McCarthy avsattes i en omröstning som hölls på hans partikamrats, Matt Gaetz, initiativ. McCarthy förlorade omröstningen med 216–210, och det var första gången i USA:s historia då en sittande talman avsattes. Senare sa McCarthy att han inte kommer att kandidera i kommande talmansval.